# 聖ステファノの日
聖ステファノの日（St. Stephen's DayまたはFeast of Saint Stephen）、聖スティーブンの日は、キリスト教における聖名祝日の１つ。最初の殉教者（protomartyr）聖ステファノを記念するものであり、西方教会では12月26日に、東方教会では12月27日に祝われる。 もっとも、多くの東方正教会はユリウス暦を採用しており、その場合はユリウス暦の12月27日に聖ステファノの日を置くことから、現在標準的に使用されるグレゴリオ暦では1月9日 になる。西方教会の教派では、聖ステファノの日は降誕節（en:Christmastide）の二日目に置かれる。
ドイツ、アイルランド、ルクセンブルク、アルザス＝ロレーヌ（アルザスおよびモゼル県）、オーストリア、イタリア、バレアレス諸島、カタルーニャ、 デンマーク、 フィンランド、ノルウェー、スウェーデン、スイス、ポーランド、チェコ共和国、ボスニア・ヘルツェゴビナ、マケドニア、クロアチア、エストニア、モンテネグロ、 ルーマニア、セルビア、スロバキアの祝祭日である。オーストラリア、カナダ、イギリスといった国々では、同じ日がボクシング・デーとしてやはり祝祭日になっている。

## アイルランド

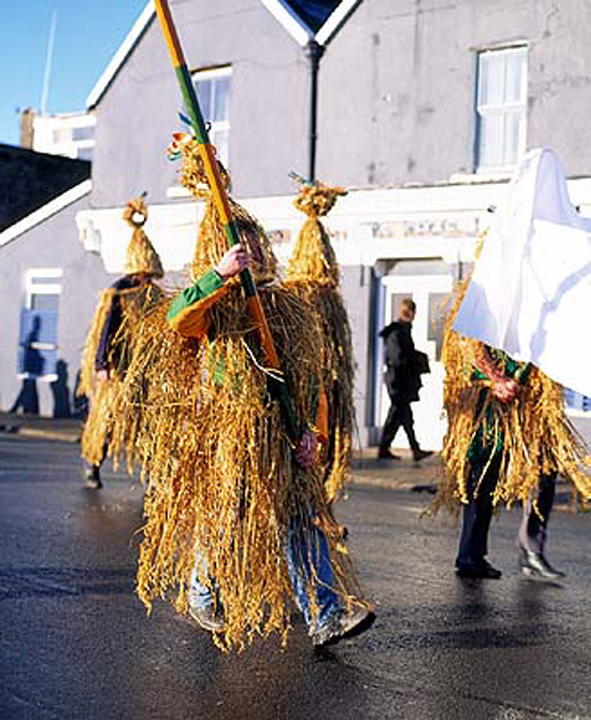
聖ステファノの日のランボーイズ（:en:Wrenboys）（1989年、アイルランドのディングルにて）

アイルランドでは、この日は年に9つある祝祭日の１つである。
アイルランド語ではこの日はLá Fhéile StiofánまたはLá an Dreoilín、英語ではen:Wren DayまたはDay of the Wren、Wren's Day、つまり、ミソサザイの日と呼ばれる。（なお、鳥の一種ミソサザイを意味する単語 wren は普通は「レン」と発音するが、この行事に限っては「ラン」と発音する。）
これは、ミソサザイにまつわるイエスの生涯の中のエピソードに関連付けられたアイルランドの伝説（en:Irish mythology）をほのめかしている。人々は古着を着て麦わら帽子を被り、ミソサザイの飾り(かつては実際のミソサザイの死骸)を持って家々を回り、踊り歌い、音楽を奏でる。この伝統は次第に廃れつつある。  
地域によって、彼らはランボーイズ（en:wrenboys、boyと書くものの女性や大人も参加できる）や、あるいはママーズ（en:mummers）と呼ばれる。ゴールウェイ県ニュー・イン（New Inn）とケリー県ディングルでは、毎年この日にママーズ・フェスティバル（Mummer's Festival）が開催される。
多くの人は聖ステファノの日には、家族に会ったり、 パントマイムを観に劇場に行く。

## ウェールズ
ウェールズにおける聖ステファノの日は、毎年12月26日に祝われるGŵyl San Steffan（ウェールズ語でステファンの祝日の意味）として知られている。19世紀に途絶えた古代からのウェールズの慣習は、家畜の出血や"ホーミング"（holming、ヒイラギ（en:holly）の枝で朝寝坊や女召使いを打つこと）を含んでいた。この儀式は、幸運をもたらすものとされていた。

## カタルーニャ
12月26日の聖ステファノの日 (サン・エステーヴェ（Sant Esteve）)は、 カタルーニャの伝統的な（en:Traditions of Catalonia）祝祭日である。クリスマスの直後に祝われ、カネロ（caneló、カネロンスとも。イタリアのカネロニと同じ）を含む大きな食事を用意する。この料理には前日の食事で出たエスクデージャ（en: escudella、escudella i carn d'olla）やシチメンチョウ、あるいはカポー（capó、英語ではen:Capon、食用雄鶏のこと）の残り物の肉が詰められている。

## アルザス＝ロレーヌ
聖ステファノの日 (サンテティエンヌ（Saint Etienne）)は、1918年のフランスへの併合以降も現地に残るドイツ由来の文化遺産である。

## オーストリア、ドイツ、チェコ
シュテファニターク（Stephanitag、ステファノの日の意味）は、主にオーストリアのカトリック教会（en:Roman Catholicism in Austria）における祝祭日である。ウィーン大司教区（en:Roman Catholic Archdiocese of Vienna）では、 聖家族の祝祭であるクリスマスの8日間（en:Sunday within the Octave of Christmas）の期間中でありながら守護聖人聖ステファノの日が祝われる。バイエルン州周辺地域と同様に、儀式乗馬や馬たちの祝福、あるいは、"石打ち"（stoning）と呼ばれる礼拝出席後の若い男たちが祝って行う酒飲み儀式といった非常に多くの古代の慣習がこの日まで続く。
12月26日は、ドイツとチェコ共和国ではクリスマスの二日目（ドイツ語: Zweiter Weihnachtsfeiertag、 チェコ語: druhý svátek vánoční）として祝祭日になっている。

## セルビア
聖ステファノはセルビアの守護聖人であり、かつての中世セルビア国王の多くはステファンと名乗っていた。セルビア正教会がユリウス暦を採用していることから、聖ステファノの日は1月9日に後ろ倒されている。
聖ステファノの日はセルビアの祝祭日には含まれない。

## スルプスカ共和国
聖ステファノは、ボスニア・ヘルツェゴビナの地方行政区画の１つ、スルプスカ共和国の守護聖人でもある。1月9日の聖ステファノの日は、スルプスカ共和国の日あるいは共和国記念日（Dan Republike）として祝われている。宗教的な祝祭というよりも、独立した1992年の記念行事としての意味合いが強い。

## フィンランド
この日に関連付けられる最もよく知られた伝統は、"ステファノの日のそり滑り"（the ride of Stephen's Day）である。これは、馬に引かせたそり滑りであり、前日までのクリスマスの日々の静かで敬虔な雰囲気とは打って変わって、陽気なそりがいくつも村の通りで見られる。
その他の古い伝統は、歌手やクリスマスの装いをした人々のパレードである。一部の地域では、これらのパレードは未来の花嫁の品定めも兼ねていた。ステファンの日は結婚式の日程としても人気がある。これらの日々に関連した伝統はステファンの日のダンスであり、レストランやダンスホールで開かれている。